# Galaxias paucispondylus
Galaxias paucispondylus — вид прісноводних корюшкоподібних риб родини галаксієвих (Galaxiidae). Вид є ендеміком Нової Зеландії, де мешкає у гірських річках Південних Альп. Максимальна довжина тіла сягає 11 см.